# 金剛寺 (日野市)
金剛寺（こんごうじ）は、東京都日野市高幡にある真言宗智山派別格本山の寺院。高幡不動尊の通称で知られる。本尊は大日如来。高幡山明王院金剛寺と号する。

## 沿革
草創は古文書によれば大宝年間（701 – 704）以前とも、大宝年間に行基菩薩の開基し空海が不動明王を置いたとも伝えられるが、寺伝によれば平安時代初期に円仁（慈覚大師）が清和天皇の勅願により東関鎮護の霊場を高幡山山上に開いたのが始まりとされる。江戸時代、真言宗関東十一檀林の談義所として、多くの学僧を輩出している。
以来、「高幡のお不動さん」と呼ばれ人々の信仰を集めており、毎月28日の縁日には多くの参詣者で賑わう。成田山新勝寺などとともに、関東三大不動の一とされる。なお、関東三大不動の他の1つは總願寺（不動ヶ岡不動）、大山寺（大山不動）あるいは常楽院（高山不動）とされている。
新選組副長として活躍した土方歳三の菩提寺である縁から境内には土方歳三の銅像や近藤勇・土方歳三の殉節両雄の碑がある。歳三の墓のある愛宕山石田寺（あたごさんせきでんじ）は末寺のひとつである。5月第2日曜日には「ひの新選組まつり」も行われる。
都内有数のアジサイの名所としても知られ、6月上旬には境内奥の山には山アジサイが咲く。その他のあじさいは6月終わり頃までが見ごろである。
1982年10月1日に新東京百景の69番（順位ではなく番号）に選ばれている。

## 歴代貫主
| - 1.中興儀海上人 - 2.恵海 - 3.禅海 - 4.良宗 - 5.等海 - 6.珍海 - 7.尊海 - 8.増寶 - 9.増伝 - 10.亮海 - 11.増海 - 12.教満 - 13.仙海 - 14.辯譽 - 15.良仙 - 16.良秀 - 17.周海 | - 18.祐盛 - 19.憲英 - 20.徹雅 - 21.覚雅 - 22.本浄 - 23.空鑁 - 24.亮雅 - 25.英雅 - 26.義光 - 27.盛雅 - 28.辨雅 - 29.賢雅 - 30.朝倉玉雅 - 31.丸山覚雅 - 32.秋山祐雅 - 33.川澄祐勝 - 34.杉田純一 |

## ギャラリー
- 仁王門（重要文化財）
- 大日堂（総本堂）
- 不動堂（重要文化財）
- 奥殿（寺宝展示室）
- 五重塔
- 弁天池
- 鎮守 五部権現（都指定文化財）
- 殉節両雄の碑

## 文化財

### 重要文化財
- 木造不動明王及び二童子像

不動堂の本尊。不動明王坐像の向かって右に矜羯羅童子（こんがらどうじ）像、左に制吒迦童子（せいたかどうじ）像が立つ。不動明王像の像高は約2.8メートル。建武2年（1335年）、不動堂が大風で倒壊した際に大破し、康永元年（1342年）に修理されているが、各像とも根幹部分は平安時代後期の作である。現在、これらの像は奥殿に安置され、不動堂には、極彩色の等身大の身代わり本尊が新造・安置されている。
- 不動堂（附:勧進状） - 室町時代前期（1342年）の建立。桁行五間、梁間五間、一重、入母屋造、向拝一間、茅葺形銅板葺。昭和21年（1946年）11月29日指定。
- 仁王門 - 室町時代後期（1467年-1572年）の建立。三間一戸楼門、入母屋造、茅葺形銅板葺。昭和21年（1946年）11月29日指定。1959年に解体修理が行われ、楼門として復原。
- 鰐口 文永十年銘 - 鎌倉時代（1273年）の作品。面径57cm、肩厚13cm。昭和34年（1959年）06月27日指定。
- 高幡不動本尊像内文書 69通（附：文書断片51葉） - 南北朝時代の作品。平成6年（1994年）06月28日指定。
- 弘法大師二十五箇条遺告（ゆいごう）（2007年度指定） - 平安時代の作品。縦23.4cm、横15.5cm。紙本墨書、粘葉装。平成19年（2007年）06月08日指定。

### 重要美術品
- 五部権現神牌

### その他
- 理趣経曼荼羅
- 八箇大事
- 神護寺経
- 大日如来坐像 - 平安時代中期作・大日堂旧本尊。現在、奥殿に安置。
- 上杉堂 - 上杉憲秋墓所

## 交通
- 高幡山金剛寺（高幡不動尊）東京都日野市高幡733

京王線 高幡不動駅下車徒歩2分
多摩都市モノレール 高幡不動駅下車徒歩5分